# 兵東薬販
兵東薬販株式会社（ひょうとうやくはん）は、かつて存在した医薬品・医療機器・医療用検査試薬・介護用品・健康食品・一般用医薬品等の卸売販売を行う企業。本社を兵庫県尼崎市に置いていた。
再編により、現在は株式会社ケーエスケーである。

## 沿史
- 1953年（昭和28年）6月 - 大島屋として設立。
- 1961年（昭和36年）1月 - 兵庫血液銀行販売株式会社を合併。
- 1962年（昭和37年）2月 - 兵東薬販株式会社へ商号を変更。
- 1970年（昭和45年）4月 - 大村薬品の卸部門を合併。
- 1972年（昭和47年）4月 - 共栄薬品の卸部門を合併。
- 1986年（昭和61年）4月 - 大協と合併し、株式会社シンエーを設立。

## 営業所
- 兵庫県:尼崎市・明石市・姫路市・丹波市氷上町・豊岡市

## 主な取引メーカー
- 田辺製薬
- 協和発酵
- ミドリ十字
- 日本化薬
- 持田製薬
- 扶桑薬品工業